# Testechiniscus laterculus
Testechiniscus laterculus är en djurart som tillhör fylumet trögkrypare, och som först beskrevs av Schuster, Grigarick och Elizabeth C. Toftner 1980.  Testechiniscus laterculus ingår i släktet Testechiniscus och familjen Echiniscidae. Inga underarter finns listade i Catalogue of Life.